# Сермерио (Бреша)
Сермерио је насеље у Италији у округу Бреша, региону Ломбардија. 
Према процени из 2011. у насељу је живело 186 становника. Насеље се налази на надморској висини од 644 м.